# Agrostis litigans
Agrostis litigans é uma espécie de gramínea do gênero Agrostis, pertencente à família Poaceae.